# La Vengeance des loyaux serviteurs
Pour plus de détails, voir Fiche technique et Distribution.
La Vengeance des loyaux serviteurs (忠臣蔵, Chūshingura) est un film dramatique japonais écrit et réalisé par Kunio Watanabe et sorti en 1958.

## Synopsis
Quarante-sept guerriers samouraïs ont pour projet de punir les responsables du suicide rituel de leur seigneur pour lui rendre son honneur.

## Fiche technique
- Titre : La Vengeance des loyaux serviteurs[1]
- Titre original : 忠臣蔵 (Chūshingura?)
- Titre anglais : The Loyal 47 Ronin
- Réalisation : Kunio Watanabe
- Scénario : Fuji Yahiro, Toshio Tamikado, Masaharu Matsumura et Kunio Watanabe
- Photographie : Takashi Watanabe
- Musique : Ichirō Saitō
- Producteur : Masaichi Nagata
- Sociétés de production : Daiei
- Pays d'origine :  Japon
- Format : Couleur - 2,35:1 - 35 mm - son mono
- Genre : Drame ; jidai-geki
- Durée : 166 minutes
- Dates de sortie : Japon : 1er avril 1958

## Distribution
- Kazuo Hasegawa : Kuranosuke Ōishi
- Shintarō Katsu : Genzō Akagaki (ja)
- Kōji Tsuruta : Kin'emon Okano (ja)
- Raizō Ichikawa : Takuminokami Asano
- Machiko Kyō : Orui
- Fujiko Yamamoto : Yōsen'in
- Michiyo Kogure : Dayū Ukihashi
- Chikage Awashima : Riku Ōishi
- Ayako Wakao : Orin, la fille du charpentier
- Osamu Takizawa : Kōzukenosuke Kira (Kira Yoshinaka)
- Yatarō Kurokawa : Denpachirō Tamon
- Eiji Funakoshi : Tsunanori Uesugi
- Keizō Kawasaki : Shinzaemon Katsuta
- Eitarō Ozawa : Hyōbu Chisaka
- Takashi Shimura : Jūbei Ōtake
- Ganjirō Nakamura : Gorobei Kakimi
- Chieko Higashiyama : Otaka, la mère d'Ōishi
- Tamao Nakamura : Midori, la servante d'Asano
- Michiko Ai : Karumo
- Riko Hasegawa : Kōbai
- Noriko Hodaka : Yūgiri
- Kazuko Wakamatsu : Osugi, la servante de Shioyama
- Aiko Mimasu : Notsubone Toda
- Jun Negami : Sagaminokami Tsuchiya
- Narutoshi Hayashi : Yasubei Horibe (en)
- Hiroshi Kawaguchi : Chikara Ōishi
- Kenji Sugawara : Awajinokami Wakisaka
- Bontarō Miake (ja) : Masagorō, le charpentier
- Mantarō Ushio : Kinta, un citadin
- Masao Shimizu : Dewanokami Yanagisawa
- Jun Tazaki : Ikkaku Shimizu
- Sōnosuke Sawamura : Kazusanokami Sōda
- Kinzō Shin : Kurobei Ōno
- Yoshirō Kitahara : Jūjirō Hazama
- Hideo Takamatsu : Yajirō Sekine
- Kappei Matsumoto : Yosobei Kajikawa
- Gen Shimizu : Chūzaemon Yoshida
- Yūsaku Terashima : Tachū Matsubara
- Saburō Bōya : Genkichi, un citadin
- Ichirō Ryūzaki (ja) : Izaemon Shioyama
- Ryōsuke Kagawa : Gengoemon Kataoka
- Hisako Takihana : Emoshichi, la mère de Yatō